# Savonnières-devant-Bar
Savonnières-devant-Bar là một commune thuộc tỉnh Meuse trong vùng Grand Est đông nam nước Pháp.